# Gottro
Gottro (Gotru in dialetto comasco, AFI: [ˈɡɔter]) è una frazione del comune italiano di Carlazzo. Costituì un comune autonomo fino al 1928.

## Storia
Gottro fu un antico comune del Milanese.
Registrato agli atti del 1771 come un borgo di 236 abitanti, nel 1786 Gottro entrò per un quinquennio a far parte della Provincia di Como, per poi cambiare continuamente i riferimenti amministrativi nel 1791, nel 1797 e nel 1798. Nel 1799 contò 265 anime.
Portato definitivamente sotto Como nel 1801, alla proclamazione del regno d'Italia napoleonico nel 1805 risultava avere 254 abitanti. Nel 1807 il municipio fu soppresso su risultanza di un regio decreto di Napoleone che lo annesse per la prima volta a Carlazzo, ma il comune di Gottro fu tuttavia ripristinato con il ritorno degli austriaci. Nel 1853 risultò essere popolato da 425 anime, scese a 342 nel 1871. Nel 1921 si registrarono 307 residenti. Nel 1928 il comune venne unito nuovamente a Carlazzo.

## Monumenti e luoghi d'interesse

### Architetture religiose

#### Chiesa di Santo Stefano Protomartire
La chiesa di Santo Stefano Protomartire è sede dell'omonima parrocchia, creata il 23 giugno 1735 all'interno della pieve di Porlezza. L'impianto architettonico della chiesa attuale risale alla prima metà del XVIII secolo, probabilmente all'erezione della parrocchia stessa. La chiesa sarebbe però più antica, dal momento che internamente conserva alcuni affreschi databili al Quattrocento. Al XV secolo risale anche un Ecce Homo presente, in rilievo, sulla facciata esterna della chiesa. Altri affreschi, più recenti, sono presenti nella porzione di facciata esterna sovrastante il portone d'ingresso.
All'interno, la chiesa si presenta come un edificio ad unica navata decorata con stucchi e affreschi, sulla quale si aprono due cappelle per lato. Tra le opere d'arte conservate nella chiesa, una Trinita databile al XIV secolo. La chiesa conserva inoltre un organo Serassi del 1858 (opera n. 653), prodotto dalla fabbrica fondata un paio di secoli prima nel quartiere Borgo Palazzo di Bergamo da Giuseppe Sarazzi (1693-1760), il cui padre Pierantonio era nativo di Cardano, località di Grandola e Uniti a pochi chilometri da Gottro. 
Quando, nel 1895, l'arcivescovo Andrea Carlo Ferrari visitò la pieve per la prima volta, la parrocchiale di Gottro aveva giurisdizione anche sulla chiesa sussidiaria di San Giorgio martire e su due oratori, uno dedicato alla Beata Vergine Annunciata e l'altro di proprietà privata.

#### Chiesa di San Giorgio
La chiesa di San Giorgio, risalente al XII secolo, è un oratorio di origine romanica ma rimaneggiato nel corso dei secoli. Particolarmente invasivo fu un intervento di ristrutturazione avvenuto nel XV secolo che comportò una sopraelevazione della chiesetta. 
L'oratorio è provvisto di un campanile, anch'esso in stile romanico e databile all'XI secolo. Sul campanile, ornato da lesene angolari, si osservano due registri di aperture, dei quali quello inferiore è a bifore.
In cima alle pareti, l'oratorio conserva resti di decorazioni ad archetti intrecciati di cotto.
All'interno, la chiesa si presenta ad unica navata conclusa da un'abside che conserva un affresco di Cristo Pantocratore circondato dai quattro Evangelisti, dalla Madonna e da San Giovanni Battista. L'opera, attribuita ai fratelli Niccolò e Cristoforo da Seregno, è databile al XV secolo.

### Architetture civili
La Pretura
La località Bilate ospita un edificio Cinquecentesco che ospitava la cosiddetta "Pretura", che durante il Ducato di Milano espletava anche le funzioni di prigione.
Le pareti esterne dell'edificio riportano una serie di affreschi. Due di essi sono a tema religioso: uno raffigura Trinità, riportata sull'impronta di un'antica porta ad arco della facciata principale, col tempo murata; l'altro, sulla parete nord, è un affresco a tonalità di rosso di una Maria Vergine seduta su un trono. La parete sud ospita infine un dipinto a tema cavalleresco, unico nel suo genere per quanto concerne il territorio Lariano: come riportato da una dicitura in caratteri gotici, si tratta di una grande riproduzione di Orlando, impegnato in un duello sotto gli occhi di una figura di donna (probabilmente Angelica, principessa del Catai).